# Herochroma flavitincta
Hemistola flavitincta là một loài bướm đêm trong họ Geometridae.